# Tournoi mondial 2008 de qualification olympique de volley-ball féminin
Le tournoi mondial de qualification olympique femmes, combiné avec le tournoi de qualification olympique de la zone Asie et organisé au Tokyo Metropolitan Gymnasium de Tōkyō, du 17 au 25 mai 2008, permet de désigner les 4 dernières équipes féminines de volley-ball appelées à participer aux Jeux olympiques de 2008.
Les trois équipes arrivées aux trois premières places du classement sont qualifiées ainsi que la meilleure équipe asiatique (même si l'une des trois meilleures équipes classées est asiatique), au titre du tournoi de qualification olympique de la zone Asie.

## Tournoi olympique
Le tournoi olympique féminin accueille 12 équipes et, avant la tenue de cet ultime tournoi, 8 sont déjà qualifiées (dont celle du pays organisateur) à l'issue :
- de la Coupe du monde, avec la qualification des équipes classées aux 3 premières places, soit, respectivement, l'Italie, le Brésil et les États-Unis
- du tournoi de qualification olympique de la zone Europe, avec la qualification de l'équipe de Russie
- du tournoi de qualification olympique de la zone Afrique, avec la qualification de l'équipe d'Algérie
- 
du tournoi de qualification olympique de la zone Amérique du Nord, avec la qualification de l'équipe de Cuba
- du tournoi de qualification olympique de la zone Amérique du Sud, avec la qualification de l'équipe du Venezuela.

## Les équipes du tournoi mondial
- Pays hôte :  Japon
- Asie :  Corée du Sud,  Thaïlande et  Kazakhstan
- Europe :  Pologne et  Serbie
- Amérique du Nord :  Porto Rico et  République dominicaine

### Classement final du tournoi mondial
| N° | Équipe                 | Points | Matches | Matches | Points | Points | Points | Sets | Sets   | Sets  |
| N° | Équipe                 | Points | gagnés  | perdus  | pour   | contre | Ratio  | pour | contre | Ratio |
| -- | ---------------------- | ------ | ------- | ------- | ------ | ------ | ------ | ---- | ------ | ----- |
| 1  | Pologne                | 13     | 6       | 1       | 608    | 524    | 1,160  | 19   | 7      | 2,714 |
| 2  | Serbie                 | 13     | 6       | 1       | 624    | 538    | 1,160  | 20   | 7      | 2,857 |
| 3  | Japon                  | 13     | 6       | 1       | 684    | 619    | 1,105  | 20   | 9      | 2,222 |
| 4  | République dominicaine | 11     | 4       | 3       | 577    | 554    | 1,042  | 15   | 10     | 1,50  |
| 5  | Kazakhstan             | 9      | 2       | 5       | 523    | 572    | 0,914  | 9    | 16     | 0,563 |
| 6  | Corée du Sud           | 9      | 2       | 5       | 534    | 609    | 0,877  | 8    | 18     | 0,444 |
| 7  | Thaïlande              | 8      | 1       | 6       | 573    | 617    | 0,929  | 9    | 18     | 0,500 |
| 8  | Porto Rico             | 8      | 1       | 6       | 503    | 593    | 0,848  | 5    | 20     | 0,250 |

Les équipes de Pologne, de Serbie et du Japon, arrivées aux trois premières places, se qualifient ainsi que celle du Kazakhstan, au titre de la meilleure équipe du tournoi de qualification olympique de la zone Asie.

### Distinctions individuelles
- Meilleures marqueuses : Karina Ocasio ( Porto Rico) et Yelena Pavlova ( Kazakhstan)
- Meilleure attaquante : Małgorzata Glinka ( Pologne)
- Meilleure contreuse : Annerys Vargas ( République dominicaine)
- Meilleure serveuse : Aurea Cruz ( Porto Rico)
- Meilleure libéro : Yuko Sano ( Japon)
- Meilleure passeuse : Yoshie Takeshita ( Japon)
- Meilleure réceptionneuse : Yuko Sano ( Japon)